# ヒナノヒガサ
ヒナノヒガサ（雛日傘・鄙ノ日傘、学名: Rickenella fibula）は、ヒナノヒガサ科ヒナノヒガサ属に属す菌類の一種。毒キノコ。傘は非常に小さく、通常は直径1センチメートル未満である。コケ類に寄生し、北半球に広く分布。

## 分布・生態
日本各地およびヨーロッパ、北アメリカ、オーストラリアなどに分布する。
コケ寄生菌。春から秋にかけて、人里近くの雑木林や針葉樹林の地上で見られ、各種林内や庭園の、特にコケの群落の中に群生する。日本では夏から秋に発生し、7月の京都での発生事例がある。他に北海道、東北地方、石川県。

## 形態
子実体は傘と柄からなる。傘は0.3 - 1センチメートル (cm) で、はじめ鐘形または半球形で、のちに中高の扁平に開くが、中央がやや窪んでいる。傘表面はなめらかで、色は橙黄色から橙色、周縁部は淡色となり放射状の条線がある。ヒダは白色で、疎らに配列し、柄に長く垂生する。
柄は中空、長さ1.5 - 5 cm、太さ1 - 2ミリメートル (mm) で非常に細く、表面は橙色から橙黄色。肉は非常に薄い。
拡大して見ると、傘と柄の表面に、白くて微細な毛であるシスチジアが密に生えている。通常、他のキノコではシスチジア（微細な毛）の観察には顕微鏡が必要だが、このキノコでは10倍程度のルーペで観察できるほどの大きさの毛である。担子胞子は大きさ4 - 6.5 × 2 - 3マイクロメートル (μm) の狭楕円形から円筒形で、平滑、非アミロイド性。胞子紋は白色。

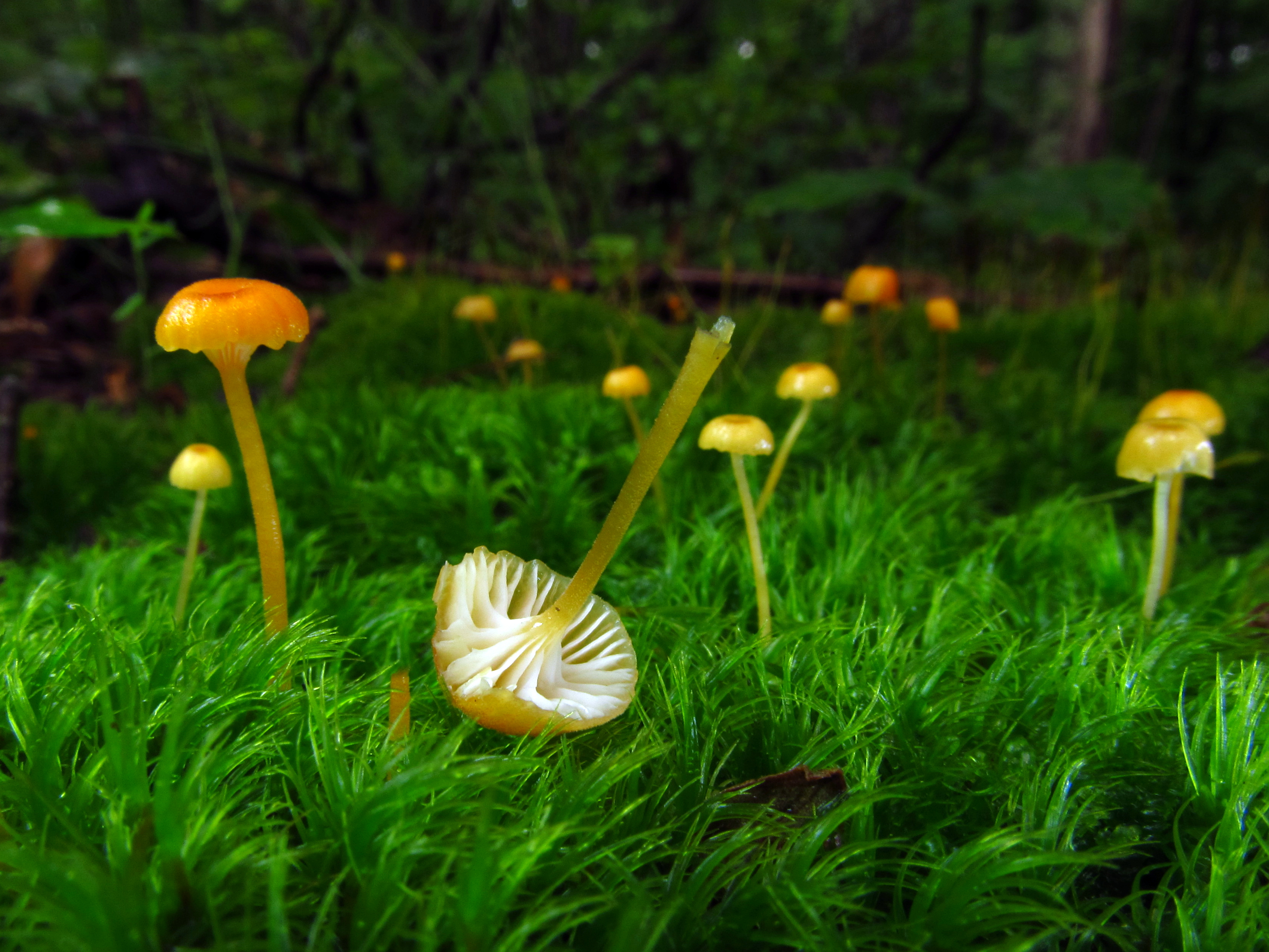
アメリカ・オハイオ州、ストラウズ・ラン州立公園。
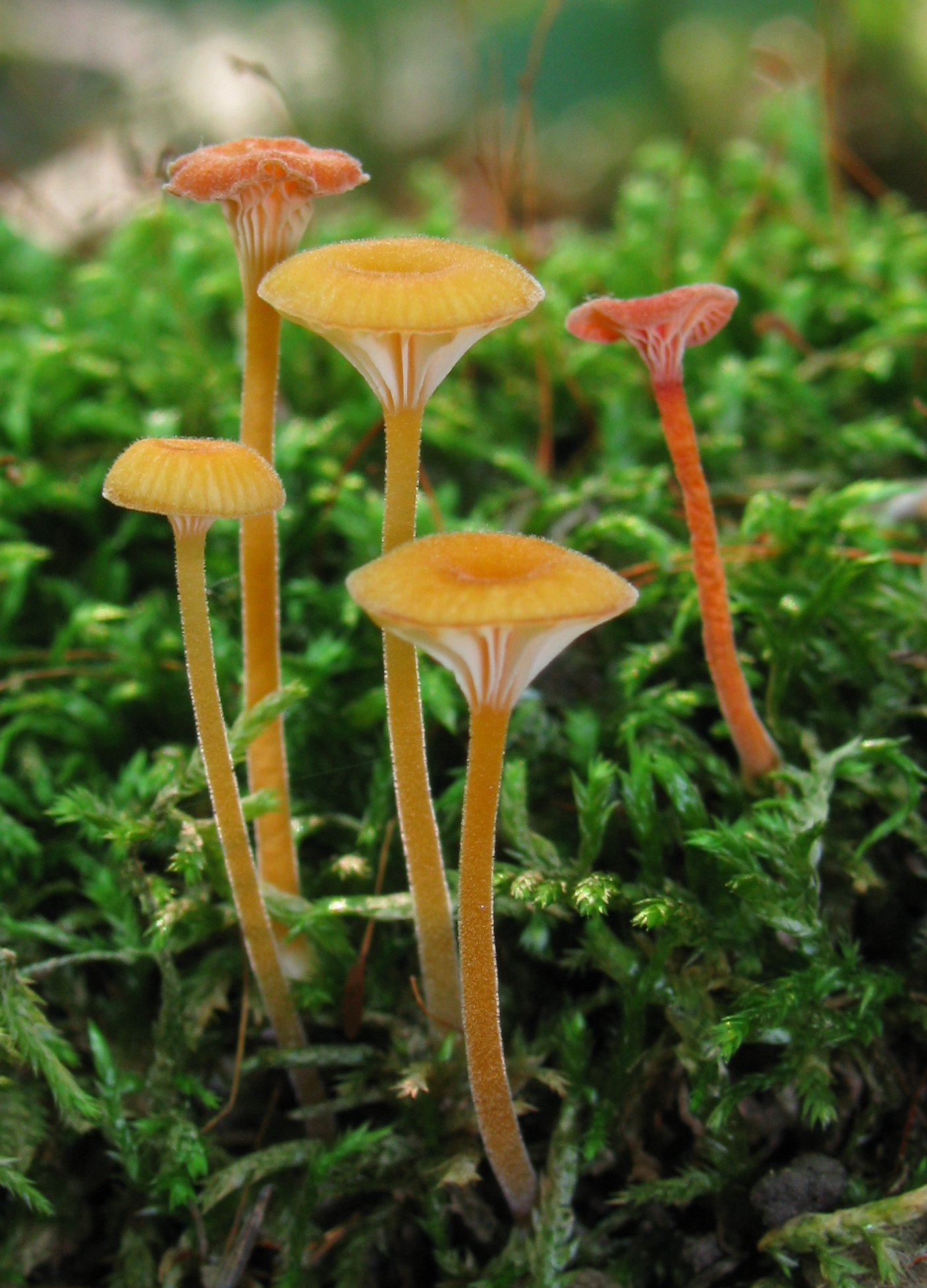
同、ウェイン国有林。
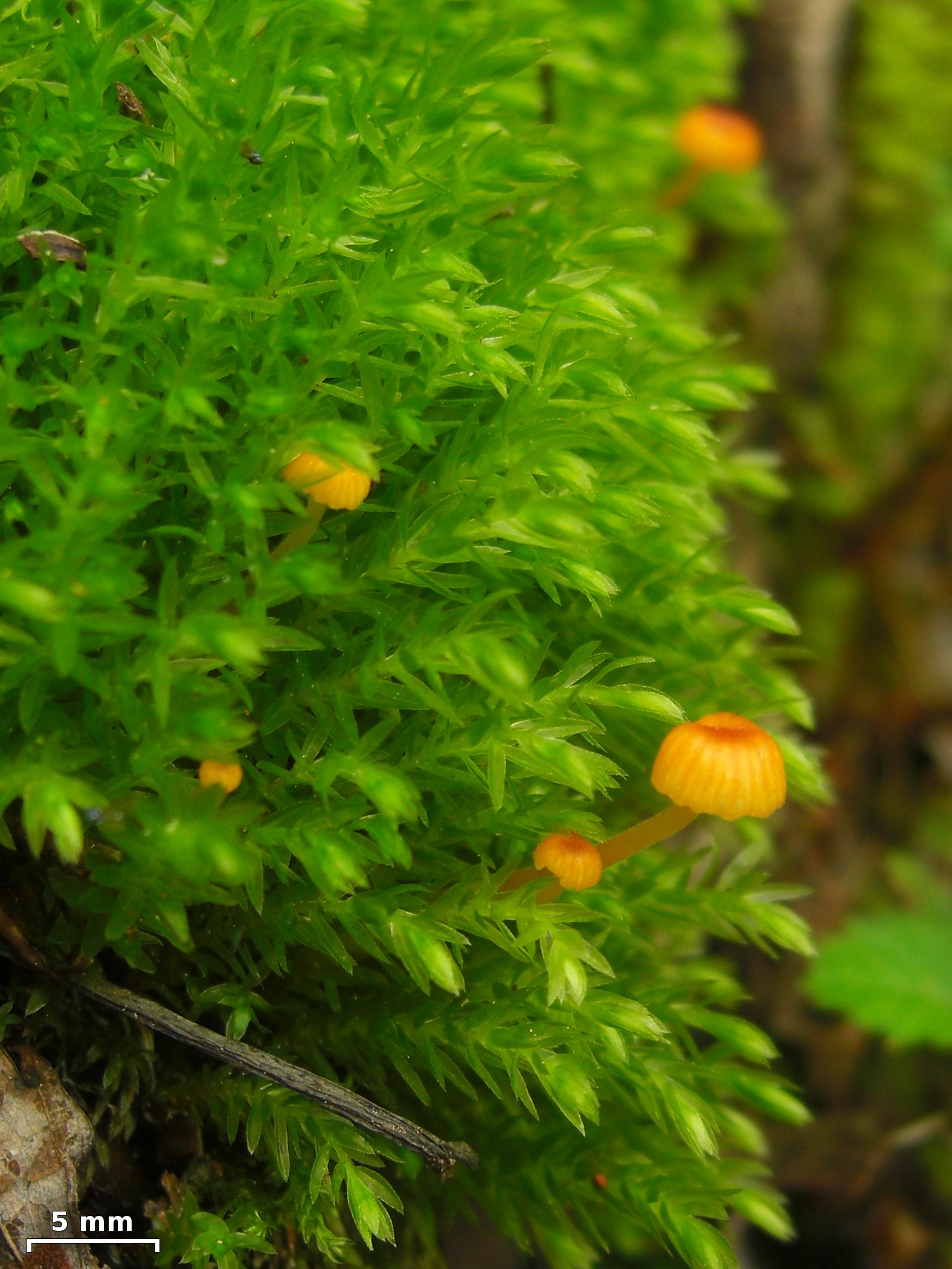
テネシー州。

## 毒性
毒成分として、中枢神経系に作用するシロシビン類とゲネロミン類（細胞毒）を含むとされる。幻覚成分であるシロシビンを含むキノコ類は、日本の麻薬及び向精神薬取締法における麻薬原料植物（菌類だが）として故意の所持・使用は規制されている。
しかし、小型でシロシビンの含有量が少ない。研究者が抱く疑問には、成分が微量しか含まれないキノコはどういった扱いになるのかといったものがある。
中毒症状としては、頭痛や悪寒、めまい、幻覚など神経系の症状が現れるといわれる。

## 似ているキノコ
同様にコケ群落から生じる似たキノコに、ケコガサタケ属のヒメコガサ（Galerina subcerina）がある。ヒメコガサは、傘に条線が目立ち、中心部が尖って窪むことがなく、傘の下面のヒダもまばらで柄に下垂しない。また、傘や柄の表面の微毛（シスチジア）は目立たない。